# Charles Delacroix

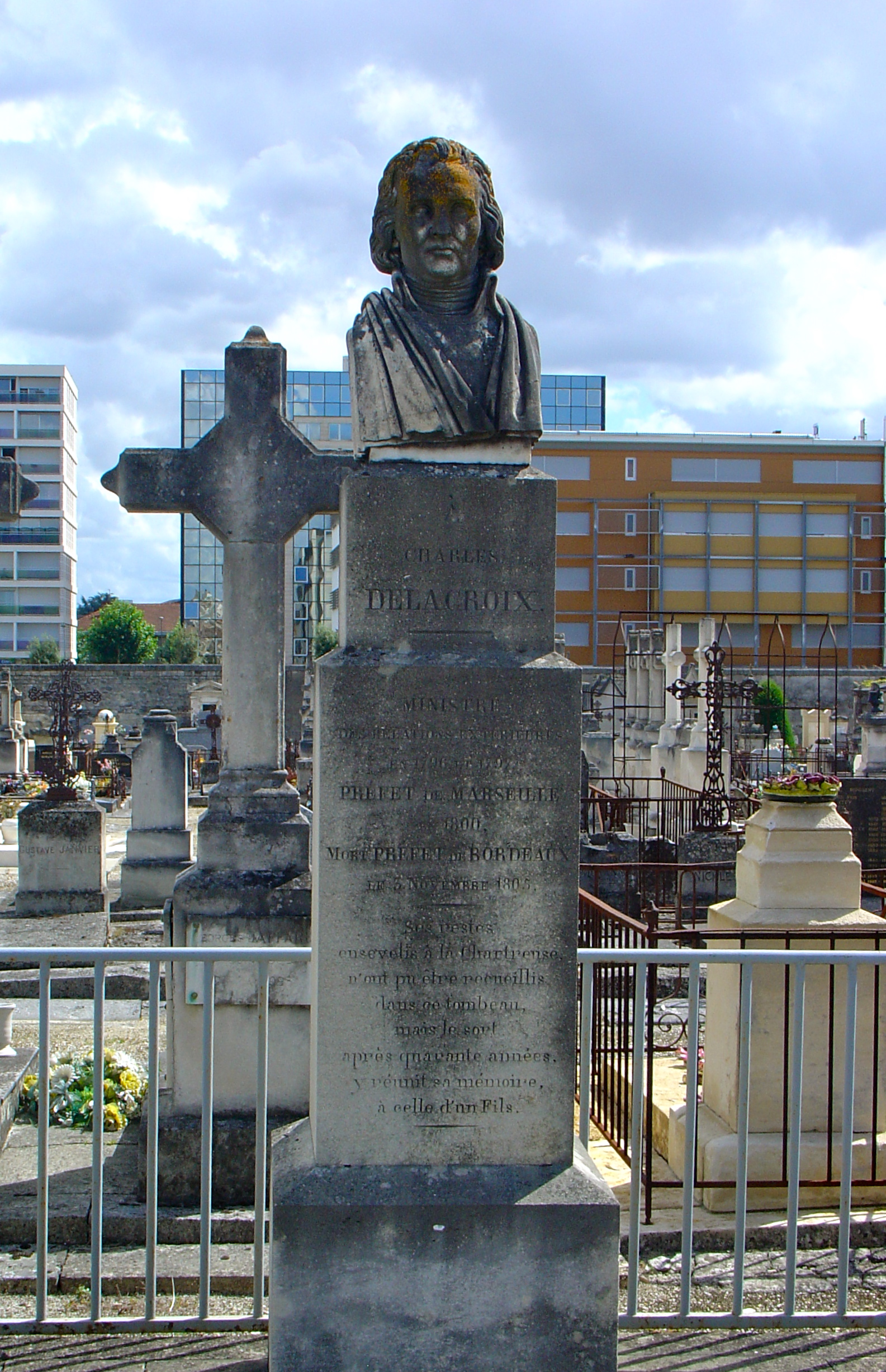
Een buste van Charles Delacroix in Bordeaux

Charles-François Delacroix (Givry-en-Argonne, 15 april 1741 - Bordeaux, 26 oktober 1805) was een politicus tijdens de Franse Revolutie. Hij diende van 1795 tot 1797 als Frans minister van Buitenlandse Zaken en van 1797 tot 1799 als ambassadeur naar de Bataafse Republiek (de Franse vazalstaat die in 1795 werd geïnstalleerd in Nederland). Hij was ook vader van de schilder Eugène Delacroix.
Delacroix was een secretaris van minister Turgot en werd, na het uitbreken van de Franse Revolutie, lid van de Nationale Conventie. Als deel van de radicale montagnards stemde hij voor de executie van koning Lodewijk XVI in januari 1793. In april werd hij lid van het Comité de Salut Public, samen met Georges Danton. Na het einde van de Terreur steunde hij het nieuwe moderate bewind en werd naar de Noord-Franse departementen Meuse en Ardennes gestuurd om deze van radicale jakobijnen te zuiveren.
Met de installatie van het Directoire in 1795 werd hij lid van de nieuwe Franse senaat, de Raad van Ouden. Van 3 november 1795 tot 15 juli 1797 diende hij als minister van Buitenlandse Zaken. Nadat vredesonderhandelingen met de Britse gezant James Harris, graaf van Malmesbury, op niets uitliepen, werd hij vervangen door Charles-Maurice de Talleyrand.
Charles Delacroix zou de vader zijn van de schilder Eugène Delacroix, geboren op 24 april 1798, maar volgens het Parijse roddelcircuit was de ongelukkige oud-minister in zijn bed opgevolgd door Talleyrand, de man die ook zijn plaats achter zijn vroegere bureau had ingenomen. Op 13 september 1797 werd een grote tumor van 28 pond van zijn buik weggenomen. Het is onwaarschijnlijk dat hij enige maanden eerder een kind zou hebben kunnen verwekken. Wat daarvan echter ook waar zij, zeker lijkt dat Delacroix naar Den Haag werd gezonden om te ontkomen aan de praatjes.
Op 2 december 1797 werd Delacroix aangesteld als speciale gezant (ambassadeur) in Den Haag, waar twee jaar eerder de Bataafse Republiek was uitgeroepen. Hier speelde hij een belangrijke rol in het opstellen van de nieuwe grondwet. Ook steunde hij in 1798 een staatsgreep van radicale unitariërs. Op 22 januari 1798 werd de Tweede Nationale Vergadering door Pieter Vreede, Wybo Fijnje en Herman Willem Daendels "gezuiverd" door 22 vooraanstaande federalisten en gematigde leden te ontslaan (zie verder Uitvoerend Bewind). Na een tweede staatsgreep op 12 juni 1798, uitgevoerd door Daendels tegen de radicale unitariërs, werd Delacroix door Talleyrand teruggeroepen naar Parijs.
Bij zijn terugkeer naar Frankrijk in 1799 werd hij de eerste prefect (representant van de staat, een soort gouverneur) in Bouches-du-Rhône en in 1803 in Calvados.
- Bibliothèque nationale de France: cb106670453 (data)
- Biografisch Portaal: 33867864
- Gemeinsame Normdatei: 116057173
- International Standard Name Identifier: 0000 0000 8360 183X
- Library of Congress Control Number: nb2014025873
- Base Léonore: LH//695/12
- SNAC: w6cv4zrt
- Système universitaire de documentation: 068018274
- Virtual International Authority File: 17213422
- WorldCat: E39PBJdWKpt4KgrTBJVQBvMMfq